# Barra Futebol Clube
Il Barra Futebol Clube, noto anche come Barra de Teresópolis o semplicemente come Barra, è una società calcistica brasiliana con sede nella città di Teresópolis, nello stato di Rio de Janeiro.

## Storia
Il club è stato fondato l'8 giugno 1939. Ha professionalizzato il suo reparto di calcio nel 1993, partecipando alla terza divisione del Campionato Carioca. Il Barra ha partecipato al Campeonato Brasileiro Série C nel 1995, dove è stato eliminato alla terza fase dal XV de Piracicaba. Il club ha chiuso il suo reparto professionistico di calcio nel 1996.